# Anbauregionen für Olivenöl
Dieser Artikel bietet eine Übersicht über die Regionen, in denen Olivenöl erzeugt wird, sowie über die zugehörigen Olivensorten.

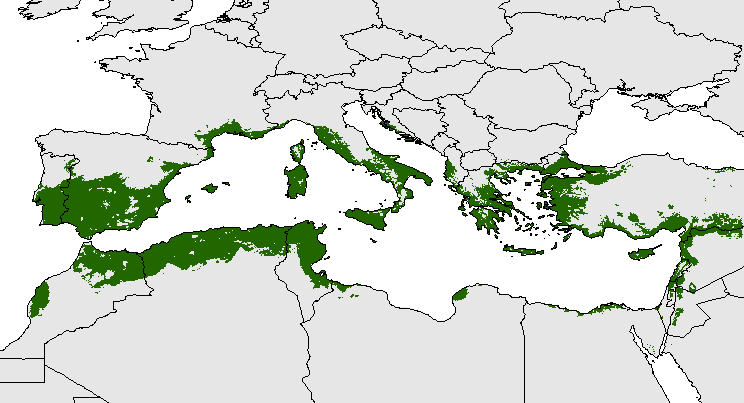
Die Olivenölgebiete im Mittelmeerraum

Die Anbaugebiete liegen überwiegend in den Staaten am Mittelmeer, doch sind die Ansprüche der Bäume an Klima, Boden und kulturelle Vorbedingungen so, dass nur eine begrenzte Zahl von Landschaften den Löwenanteil des Olivenöls produziert. Zunehmend wird Olivenöl auch in Amerika, Australien und in Ostasien produziert, aber auch innerhalb Europas jenseits des Mittelmeerraums, wie etwa in Ungarn. Insgesamt wird Olivenöl auf 30 Millionen Hektar Land produziert, die Gesamtproduktion hat sich zwischen 1990 und 2010 etwa verdreifacht.

## Mittelmeerraum

### Spanien

Die für die Produktion von Olivenöl relevanten Anbaugebiete in Spanien: (Andalusien): 1. Sierra de Cádiz; 2. Antequera; 3. Estepa; 4. Lucena; 5. Priego de Córdoba; 6; Poniente de Granada; 7. Baena; 8. Jaén Sierra Sur; 9. Montes de Granada; 10. Sierra Mágina; 11. Sierra de Cazorla; 12. Sierra de Segura; 13. Campiñas de Jaén; 14. Montoro-Adamuz; (Extremadura) 15. Monterrubio; 16. Gata-Hurdes; (Kastilien-La Mancha) 17. Aceite Campo de Montiel; 18. Campo de Calatrava; 19. Aceite Montes de Alcaraz; 20. La Alcarria; 21. Montes de Toledo; (Balearen) 22. Aceite de Mallorca; (Katalonien) 23. Baix Ebre-Montsià; 24. Oli de Terra Alta; 25. Siurana; 26. Les Garrigues; 27. Oli de l'Empordà; 28. Aceite de La Rioja; (Navarra) 29. Aceite de Navarra; (Aragón) 30. Aceite del Bajo Aragón; (Comunidad Valenciana) 31. Aceite de la Comunitat Valenciana; (Madrid) 32. Aceite de Madrid

In Spanien gibt es 23 offiziell anerkannte Anbau- und Erzeugerregionen (Denominación de Origen Protegida/DOP) für Olivenöl (aceite de oliva virgen), die meisten davon im wichtigsten Anbaugebiet Andalusien, woher 90 % der Erträge stammen. Insgesamt rechnet man mit 215 Millionen Olivenbäumen in zehn Anbauregionen.
Die wichtigsten Olivensorten, aus denen Öl gewonnen wird, sind Picual – sie stellt allein rund die Hälfte der Ernte, ist robust und variiert im Geschmack je nach Anbaugebiet sehr stark –, dann Arbequina, wohl eine der bekanntesten spanischen Sorten. Sie ist fruchtig, mild, leicht süßlich und lässt Artischocken ahnen, Blanqueta, eine sehr blasse Sorte aus der Region Levante an der Costa Blanca (Mandeln, sehr mild, dennoch intensives Aroma), Cornicabra (stellt rund ein Achtel der Gesamternte, der Name „Ziegenhorn“ leitet sich von ihrer Form ab, reicht von süßlich bis scharf), Empeltre (sehr alte Sorte der Balearen, fruchtig, apfelig), Hojiblanca (Sevilla, Granada, Córdoba und Málaga sind ihre Anbaugebiete, rund ein Sechstel der Gesamternte, zartbitter und pikant nach Kräutern), Lechin de Sevilla (weißlicher Saft, würzig, ein wenig bitter), Manzanilla (aus den Bergen von Alicante in Cáceres, meist Tafelolive, da ihr Öl ein wenig bitter schmeckt), Picudo (vor allem in Andalusien, fruchtig nach Mandeln und Äpfeln), Verdial oder Morisca (Extremadura, besonders süß und fruchtig).
Es waren nicht erst die Phönizier und die Griechen, die den Olivenbaum auf die Iberische Halbinsel brachten, denn er lässt sich schon für die Bronzezeit nachweisen. Zu Zeiten der Herrschaft Aragoniens (13. Jahrhundert) wurde Olivenöl nach Nordafrika exportiert.

### Portugal
In Portugal, wo zwei Drittel der Oliven im Alentejo produziert werden, bestehen sieben Regionen, die ein Herkunfts- und Qualitätssiegel (Denominação de Origem Protegida) tragen, das von der EU anerkannt ist, nämlich Azeite: de Moura, de Trás-os-Montes, do Ribatejo, do Norte Alentejano, da Beira Alta, da Beira Baixa und Alentejo Interior. 2011 bestanden Olivenhaine auf einer Fläche von 430.000 ha. Dabei produzierten 1472 Ölmühlen insgesamt zwischen 50.000 und 80.000 t Olivenöl. Kooperativen sorgten für die Abfüllung. Vier Fünftel der Ernte basierten bis etwa 2005 auf den kleinen Oliven der Sorte Galega, hinzu kommen Cordovil und Carrasquenha.
Seit dem Bau des Alqueva-Damms löst in Portugal die industrielle Olivenölproduktion vielfach die traditionelle, auf Familienbetrieben basierende Produktion ab. Seit 2003, dann erneut seit 2011, seit die Regierung eine entsprechende Initiative mittels günstiger Kredite und billigen Landes einleitete, stieg der Anteil des Alentejo an der portugiesischen Produktion auf 77 %, der Anteil der Olivenhaine gar auf 85 %.
Meist dominieren den Anbau seither spanische Unternehmen, die inzwischen die Hälfte des Alentejoöls herstellen. Mit dem Wechsel zu spanischem Kapital kamen auch spanische Sorten ins Land, die Sorten Arbequina und Hojiblanca herrschen mittlerweile vor. Diese Unternehmen üben einen enormen Preisdruck auf die Kleinproduzenten aus, denen für ihr besseres, aber teureres Öl die Absatzkanäle fehlen. Viele der traditionellen Ölproduzenten haben ihre Betriebe bereits aufgegeben.

### Marokko

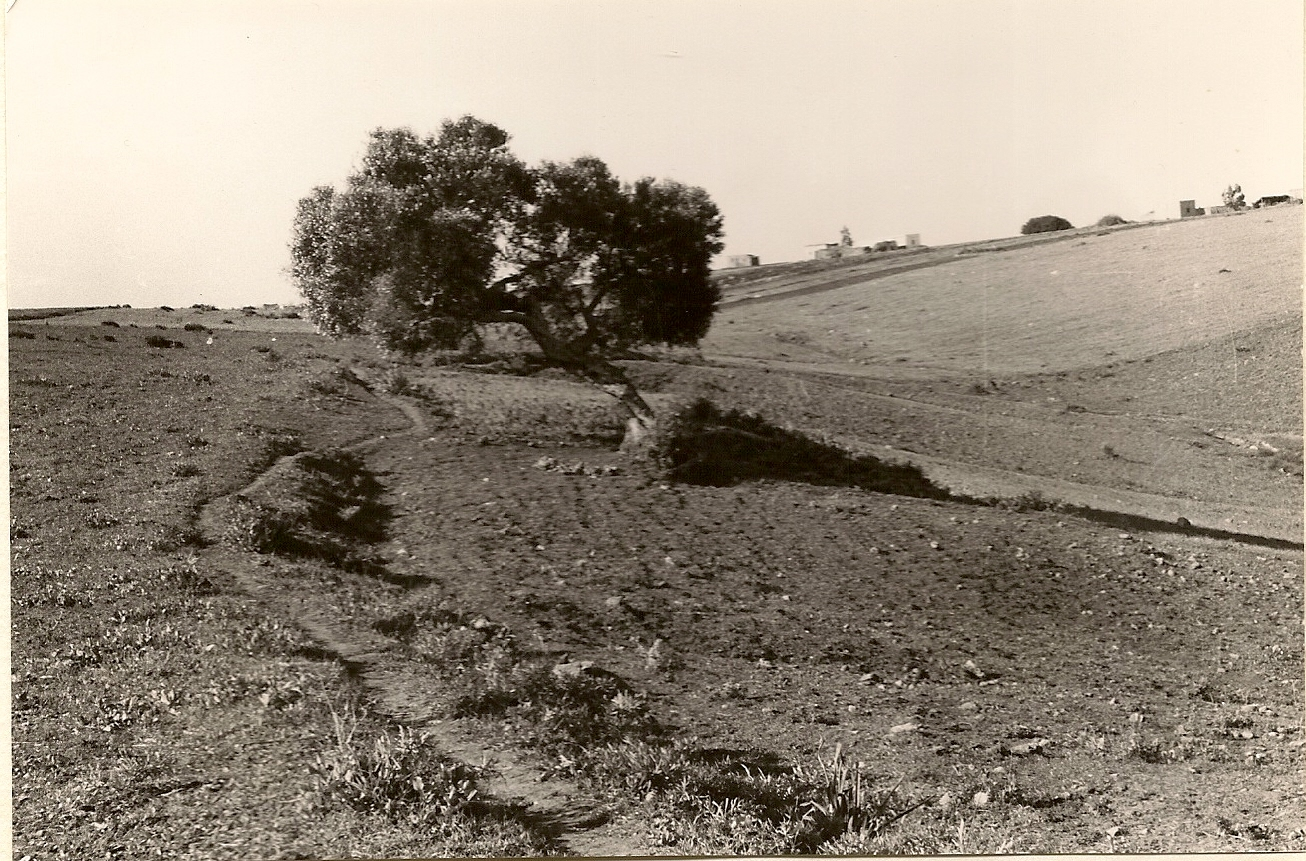
Wilder Olivenbaum in Marokko, 1965

In Marokko wird aus Baldi Picholine, auch Picholine Marocaine genannt, über 90 % des Öls gewonnen. Auch wenn die Olive entweder über Land aus Ägypten oder über See aus Südspanien oder dem Mittelmeer sehr viel früher ankam, so finden sich die ersten Nachweise erst aus römischer Zeit um Volubilis, Lixus und Tingis. Um Fès, Marrakesch und Tlemcen wird sie durch arabische Reiseberichte des 11. bis 17. Jahrhunderts belegt, um Sousse und im Tafilalt erst im späten 17. Jahrhundert. Möglicherweise hing diese vergleichsweise späte Einführung mit der Konkurrenz mit anderen Ölen, wie dem Arganöl zusammen.
Während der Kolonialzeit wurde der Anbau gefördert, aber es war eine Rede des Königs am 3. Oktober 1986, der die kostenlose Verteilung von Samen folgte, die zu einer stärkeren Verbreitung der Olivenbäume führte. 2010 wurde ein nationaler Plan verkündet, nach dem Olivenbäume auf einer Gesamtfläche von einer Million Hektar angepflanzt werden sollen.
Bis 2013 entstanden 600.000 ha Olivenhaine in 400.000 Betrieben. Sie produzierten zwischen 60.000 und 108.000 t Olivenöl. 2013 bestanden 350 Ölmühlen neben 16.000 traditionellen Pressen.

### Algerien
Olivenöl spielte in römischer Zeit eine erhebliche Rolle. Eine wichtige Quelle sind die Tabulae Albertini, die 1928 am Djebel Mrata entdeckt wurden und die auf 45 Holztafeln geschriebene Urkunden aus den Jahren 493 bis 496 umfassen. In den meisten Fällen handelt es sich um Grundstückskäufe, Land auf dem unter anderem Oliven geerntet wurden, hinzu kommt ein Verkauf einer Olivenpresse.
Die Beys von Constantine, die den Deys von Algier unterstanden und ihnen tributpflichtig waren, besaßen bei Olivenöl eine ähnliche monopolartige Stellung wie ihre Oberherren, die das Monopol bereits im 17. Jahrhundert durchgesetzt hatten.
Die französische Kolonialpolitik ließ die Olivenölproduktion Algeriens zwischen 1910 und 1940 von 3,5 Millionen Liter auf 1,65 Millionen Liter einbrechen. Begonnen hatte sie 1844 mit dem Versuch, die ausgedehnten Olivenbaumbestände von 52.000 ha zur Veredelung zu nutzen. Das Olivengebiet der Kabylei bestand 1978 praktisch nur aus veredelten Bäumen, das Pfropfen war in höheren Lage das gängige Verfahren. Dort wächst praktisch nur die Sorte Chemlal.
2013 bestanden bei 300.000 ha Olivenhainen, davon 240.000 für Olivenöl, 1650 Ölmühlen. Die Jahresproduktion lag zwischen 50.000 und 70.000 t.

### Tunesien

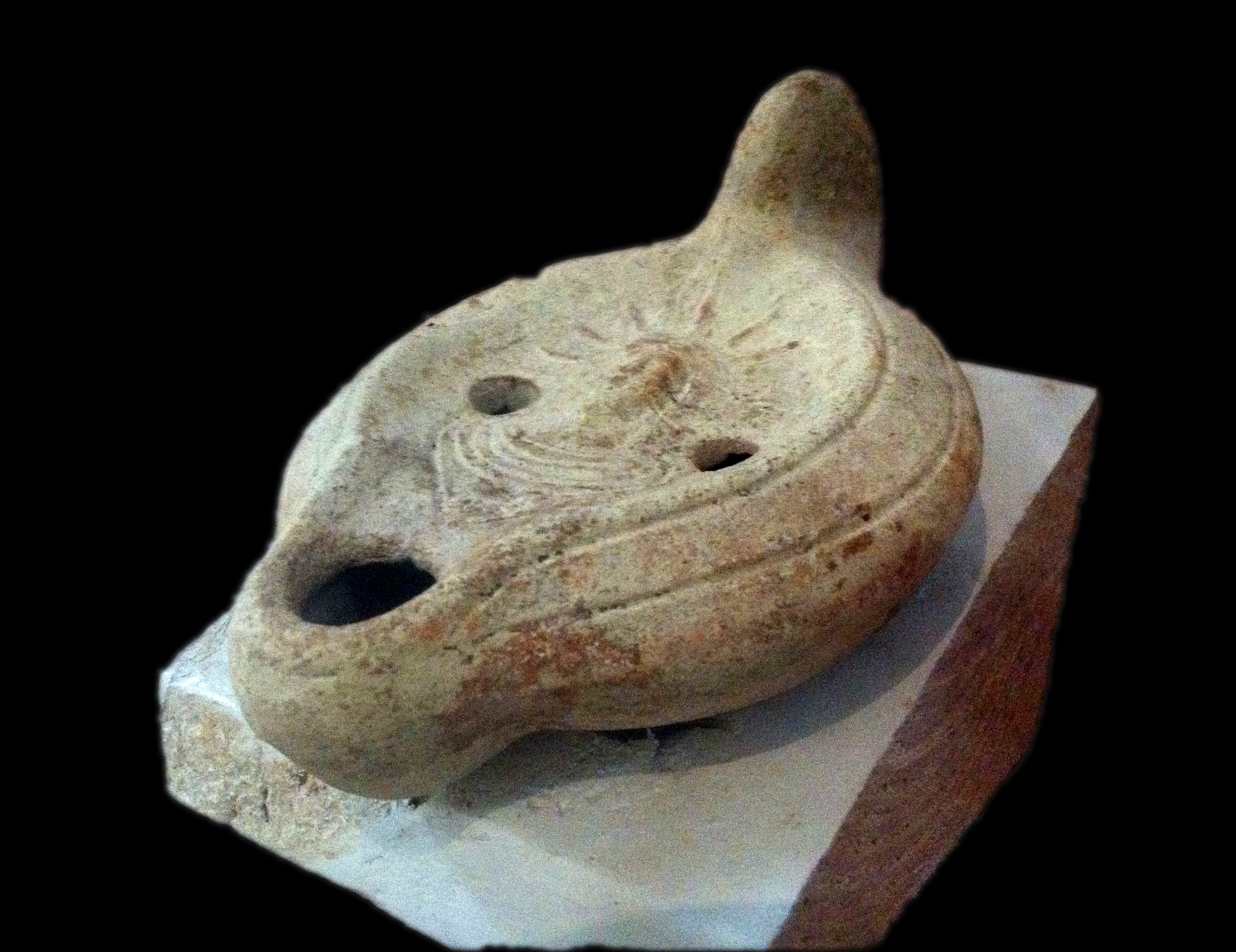
Römische Öllampe, Museum von Lamta

Unklar ist, ob die Olivenkultur bereits um 4000 v. Chr. ins Land kam, oder ob die Ölkultur hier erst um 1200 v. Chr. Eingang fand, vielleicht sogar noch später durch die Phönizier. In römischer Zeit war die Ausfuhr von Oliven jedenfalls von größter Bedeutung, insbesondere ab dem 3. Jahrhundert.
Der Marktzugang für tunesisches Öl in die EU ist begrenzt. Die Europäische Kommission schlug 2015 vor, bis Ende 2017 ein zollfreies Kontingent für die Ausfuhr von jährlich 35.000 t tunesischen Olivenöls in die EU zur Linderung der wirtschaftlichen Probleme des Landes zuzugestehen, eine Menge, die zu den bereits im Rahmen des Assoziationsabkommens festgelegten 56.700 t hinzukommt.
In Tunesien herrschen die Olivensorten Chemlali und Chetoui vor, doch finden sich je nach Region auch andere Sorten, wie Zalmati, Chemchéli, Oueslati, Zarrazi, Jerboui, Marsaline, Fouji, Meski, Tounsi, Besbessi, Sahli Mguargueb und so weiter.
In Südtunesien in der Region von Sfax gedeiht die kleine Chemlali, die sehr widerstandsfähig gegen Hitze und Trockenheit ist und ein mildes Öl mit einem leichten Geschmack nach grünen Mandeln liefert. Die ariden Bedingungen der beginnenden Wüste machen große Abstände zwischen den Olivenbäumen notwendig und erlauben damit eine Anbaudichte von nur 17 Olivenbäumen pro Hektar.
Im Norden Tunesiens wird die Chetoui angebaut. Sie ist größer und liefert ein Olivenöl mit einem fruchtigen, leicht bitteren Geschmack. In Nordtunesien liegt die Anbaudichte bei 100 bis 150 Olivenbäumen pro Hektar.
Das aride Klima in Tunesien sorgt dafür, dass Pestizide meistens entbehrlich sind. 95 % der tunesischen Olivenhaine werden traditionell gepflegt, ganz ohne Pestizide. Obwohl viele Produzenten ökologisch vorgehen, sind nur wenige als ökologisch lizenziert.

### Libyen
In Libyen standen 2013 mehr als 8 Millionen Olivenbäume, wobei 32.000 Tonnen Olivenöl gewonnen wurden. Im Vordergrund stand dabei die spanische Olivensorte Arbequina. Allerdings wurde 2017 ein Exportverbot verhängt, da zu viel Öl zu niedrigen Preisen exportiert wurde, und der Mangel auf dem heimischen Markt zum verstärkten Import von teurerem Olivenöl geführt hatte. Zwar werden Olivenbäume spätestens seit den Phöniziern, vor allem aber seit den Römern im Land gepflanzt, doch ein neuerlicher und nun dauerhafter Aufschwung fand in der italienischen Kolonialzeit ab 1930 statt. Nur 20 % der Bäume sind für die Produktion von Öl vorgesehen, der Rest für Tafeloliven. Während 1990/91 noch 7.000 t Öl produziert wurden, lag diese Zahl 2018/19 wieder bei 18.000 Tonnen.

### Ägypten
In Ägypten produzieren die Regionen Alamein, al-Arisch und Rafah auf Grundlage der Sorten Picual, Manzanilla, aber auch Kalamata. Entlang der Straße Richtung Osten und in Ismailia gedeihen ebenfalls diese Sorten, aber auch Aggezi, während in Siwa ausschließlich Hamed Siwi wächst. In altägyptischer Zeit wurde im unteren Niltal, aber auch ganz im Süden und um Theben Öl für rituelle Zwecke und als Salbe produziert.
2011 hatte das Land zwar 50.000 ha Olivenhaine, doch dienten etwa drei Viertel davon der Produktion von Tafeloliven. Die durchschnittliche Produktion von Olivenöl lag bei 14.000 t pro Jahr.

### Israel
Das südliche Palästina gilt derzeit als eines der ältesten Kultivierungsgebiete, denn am Karmel an der Fundstätte Nahal Zehora wurden Olivenkerne aus der Zeit um 8000 v. Chr. entdeckt. Vielleicht der bekannteste Gebrauch von Olivenöl war dort der als Brennstoff für den goldenen Leuchter in der Stiftshütte (2. Mose 35:14), doch hatte es in der Antike vor allem Bedeutung als Exportprodukt. Anfang des 9. Jahrhunderts werden Olivenbäume genannt, von denen jeder etwa 3500 Liter Öl geliefert haben soll. Ganz Palästina soll wegen seiner Ausfuhr (und wegen seines Brotes) niemals unter Hunger gelitten haben.
Eine der wichtigsten Sorten ist Souri, ähnlich wie im Libanon, aber auch Barnea. Letztere gilt als geringwertiger als Souri. Im Norden des Landes wird Maalot geerntet, die neben Souri und Barnea, aber auch Nabali Baladi und Nabali Muchasan zu den häufigsten Sorten zählen.

### Jordanien
2011 bestanden Olivenhaine auf einer Gesamtfläche von 120.000 ha, wobei durchschnittliche 20.000 t Öl produziert wurden. Wichtigste Sorte ist Rasi'i.

### Libanon
Im Libanon wird Olivenöl vor allem aus den Sorten Souri, der wichtigsten Sorte, dann Beladi und Ayrouni gewonnen. Insgesamt kommen etwa zehn Sorten vor, zu den genannten sind dies vor allem Samakmaki, Airouni, Chami und Edlebis, aber auch die spanische Arbequina. Letztere wurde bereits im 18. Jahrhundert von Katalonien in den Libanon gebracht.
Dort bestanden im Jahr 2013 etwa 500 Ölmühlen. Die Anbaugebiete erstrecken sich über eine Fläche von etwa 55.000 bis 60.000 Hektar, die Gesamternte liegt bei rund 18.000 t. Die meisten Olivenhaine befinden sich in den Küstenbergen im Westen und Süden des Landes.

### Syrien
Vorherrschende Olivensorten sind in Syrien Zaiti, Sorani, Chodieri, Doebli, Dan und Jlot (Stand: 2013). Im Lande bestanden 2013 genau 922 Ölpressen, davon arbeitete die Hälfte noch traditionell. Aus Ebla ist die älteste Nennung von Oliven auf einem Tontäfelchen bekannt, es stammt etwa von 2500 v. Chr.

### Türkei
Archäologische Funde belegen, dass Oliven bereits um 6000 v. Chr. im Südosten Kleinasiens, in den heutigen Provinzen Hatay, Mardin und Maraş angebaut wurden. 1990 wurden 28 türkische Öle registriert. Sie weisen überwiegend eine weit in lydische und griechische Zeit ununterbrochen zurückreichende Tradition auf und wurden in römischer Zeit neben dem Ägäisraum vor allem in Pamphylien gewonnen. Die Öle basieren meist auf den Sorten Koroneiki, Lamponia, Kolovi oder Throumpolia. Hinzu kommen Memeli, Donat, Ismir Sofralik, Ayvalik, Ekiste, Elebi, Erkence, Gemlik, Memecik, Trilya und Uslu. Insgesamt werden mehr als 50 Sorten angepflanzt. Der ganz überwiegende Teil des Öls wird allerdings im Lande konsumiert, 1993 gingen weniger als 10 % in den Export. Zu den wichtigsten türkischen Öl-Oliven zählen Çakir, Gemlik, Memecik und Memeli, die auch als Tafeloliven Verwendung finden, dann als reine Öl-Oliven Ayvalik und Erkence. Ausschließlich als Tafeloliven werden die schwarzen Sorten Uslu, Çelebi, dann die grüne Domat sowie Izmir Sofralik, Çeki und Çilli verkonsumiert. An ausländischen Sorten wachsen aber auch die französische Picholine, die spanischen Sorten Arbequina, Hojiblanca, Manzanilla, die italienischen Sorten Frantoio und Leccio, ebenso wie die syrische Saurani und tunesische Baroui und Meski im Lande, wobei letztere eine reine Tafelolive darstellt. Weiterhin gibt es eine türkische Olivensorte mit dem Namen Halhali (Derik). Diese Sorte wächst vorwiegend in der Provinz Hatay. Diese Provinz liegt an der Grenze zu Syrien. Das Olivenöl, das aus diesen Oliven hergestellt wird, wird in der Region als hochwertiges Olivenöl angesehen.
Olivenöl spielte für den Außenhandel eine geringe Rolle. Im Ersten Weltkrieg lieferte das Osmanenreich Olivenöl an Österreich. Am 9. Oktober 1941 vereinbarten Berlin und Ankara einen Warentausch, der auch 8000 Tonnen Olivenöl einschloss.
2011 standen Olivenhaine auf einer Gesamtfläche von 500.000 ha, wobei im Schnitt 145.000 t Jahresertrag an Öl angegeben wurden. Davon fließt allerdings nur etwa ein Fünftel in den Export. Während zwischen November 2020 und Mai 2021 nur 20.000 t exportiert wurden, waren dies im gleichen Zeitraum des Vorjahres noch 31.000 t gewesen. Dies hing mit einem Ausfuhrverbot des Wirtschaftsministeriums zusammen, das von März bis August 2021 gültig war.

### Griechenland
Seit der Antike hat der Olivenbaum und das Olivenöl eine herausragende kulturelle Bedeutung. Griechenland weist mehr als 50 Olivensorten auf. Die Gesamtanbaufläche lag im Jahr 2011 bei etwa 750.000 ha. Die wichtigsten Anbaugebiete liegen auf der Peloponnes und auf Inseln wie Kreta, Kefalonia, Lesbos und anderen. Zu den wichtigsten Sorten zählen Adramytiani, Doppia, Kalamata, Kolovi, Koroneiki, Karydolia, Manaki, Psiloelia, Prassinolia und Tsounati.
Zu den bekannteren zählen Amphissa, eine gräuliche bis dunkel lilafarbene Sorte mit weichem Fruchtfleisch, dann Atalanta, die eher salzig schmeckt, aber sehr mild ist. Schließlich zählen die Kalamaties aus dem Süden zu den besten Sorten. Sie sind schwarz-lila, groß und schmecken süßlich-bitter und aromatisch. Nafplion ist eine mittelgroße Sorte, die dunkelgrün bis braun ist; sie ist sehr würzig. Sie zählen eher zu den Tafeloliven, wohingegen Öl häufig auf Koroneiki basiert. Auf Lesbos werden hauptsächlich Kolovi, Ladolia und Adramitiani angebaut, letztere stammt von der westtürkischen Küste und ist in Griechenland nur auf dieser Insel zu finden. Das frische, ein bis zwei Monate alte Öl schmeckt etwas pfeffrig. Auch Ladolia kommt fast nur hier vor. Koroneiki liefert rund 85 % der kretischen Erträge, wird aber auch auf Zakynthos und in Messenien angebaut und erbringt ein exzellentes Öl.
| Liste griechischer Protected designation of origin (PDO) und Protected Geographical Indication (PGI) Olivenölsorten in der Qualität Extra Virgin: | | |

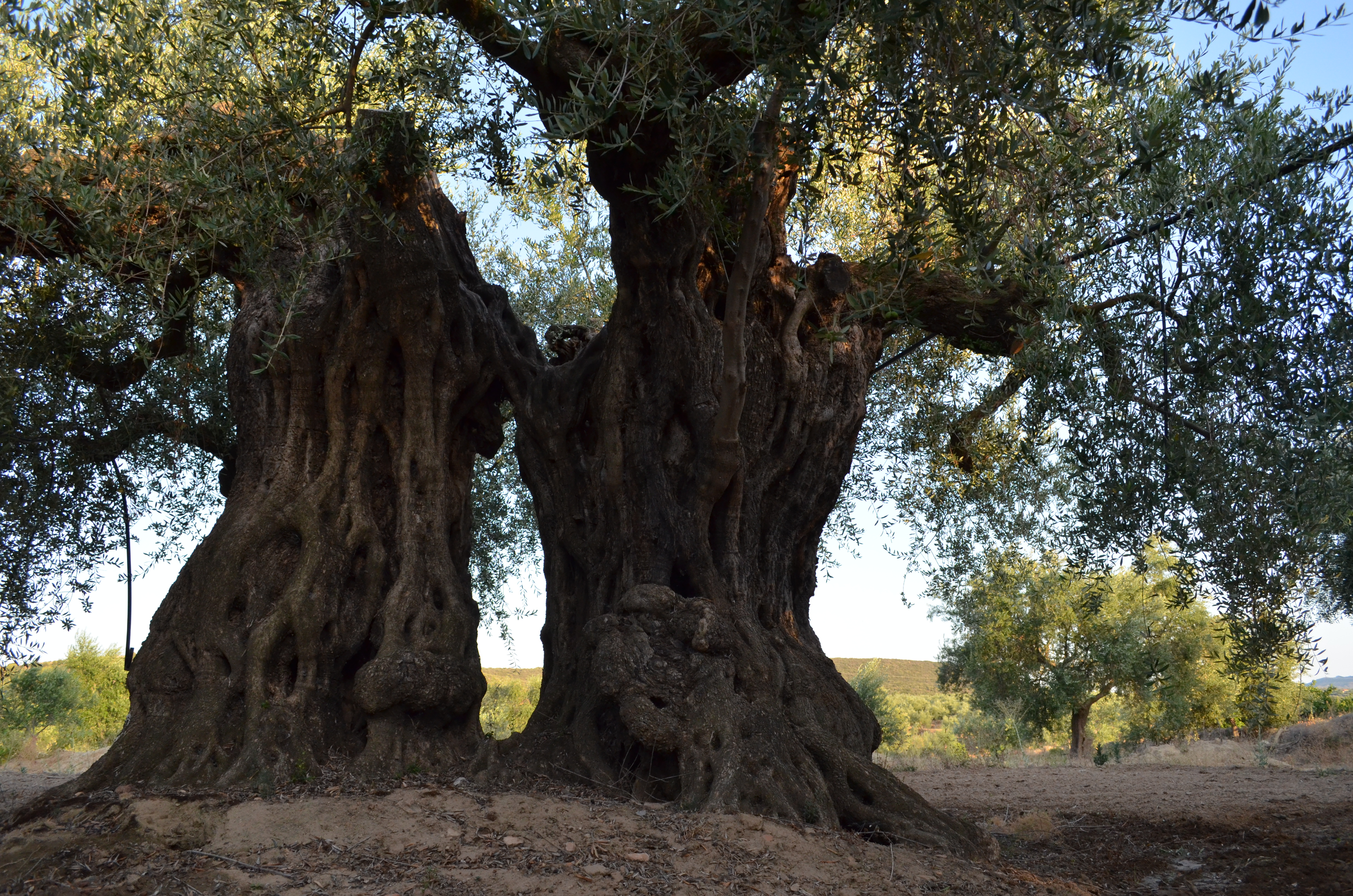
Antiker Olivenbaum im Dorf Eliá („Olivenbaum“), Lakonien

| - P.G.I. (Agios Mattheos auf Korfu) - P.D.O. (Apokoronas aus Chania auf Kreta) - P.D.O. (Archanes Irakliou auf Kreta) - P.D.O. (Viannos Irakliou auf Kreta) - P.D.O. (Vorios Mylopotamos, Rethymno auf Kreta) - P.D.O. (Trizinia) - P.D.O. (Thrapsano) - P.G.I. (Zakynthos) - P.G.I. (Thasos) | - P.G.I. (Kefalonia) - P.D.O. (Kolymvari aus Chania auf Kreta) - P.D.O. (Kranidi, Argolis) - P.D.O. (Krokees Lakonien) - P.G.I. (Olympia) - P.G.I. (Chania auf Kreta) - P.G.I. (Lakonien) - P.G.I. (Lesbos) - P.D.O. (Lygourio Asklipiiou) | - P.D.O. (Peza Irakliou) - P.D.O. (Petrina, Lakonien) - P.G.I. (Preveza) - P.D.O. (Finikas, Lakonien) - P.G.I. (Rhodos) - P.G.I. (Samos) - P.D.O. (Kalamata) - P.D.O. (Sitia Lasithiou auf Kreta) - P.D.O. (Selino auf Kreta) |

### Kroatien
Häufigste Olivensorte in Kroatien ist die Oblica (oder Oblitza), sie wird je nach Erntezeit grün (September bis Oktober) oder schwarz (Oktober) angeboten. Daneben werden auf Istrien und entlang der Kvarner Bucht Bijelica (auch Istarka Bjelica) geerntet, auf Istrien Crnica, Slivnjaca auf den Inseln des Kvarner, aber auch auf dem Festland. Seit 1940 wird auch die italienische Sorte Leccino angebaut.

### Bosnien-Herzegowina
In Bosnien-Herzegowina wurde nach 2000 im Hinterland von Neum Olivenöl produziert, eine Produktion, die sich seither in andere Gebiete der Herzegowina, ausgebreitet hat, insbesondere um die Stadt Ljubuški, wo zwischen 2003 und 2018 etwa 300 ha neu angepflanzt wurden. Dort wird vor allem Oblica aus Kroatien angebaut, eine Sorte, die auch arme, trockene Böden verträgt, ebenso wie niedrige Temperaturen. Zusammen mit Istarska bjelica, Leccino und Pendolino (frostanfälliger) stellen sie 90 % der Bestände. Sehr viel weniger häufig sind Carolea, Levantinka (frostanfällig) und Buža.

### Italien

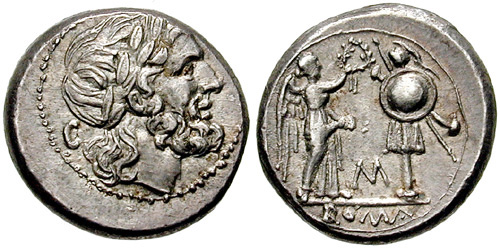
Victoriatus aus einer sizilianischen Münzstätte. 211-208 v. Chr. Avers: Jupiterkopf mit Lorbeerkranz; Revers: Victoria ein Tropaeum bekränzend mit einem Olivenkranz;

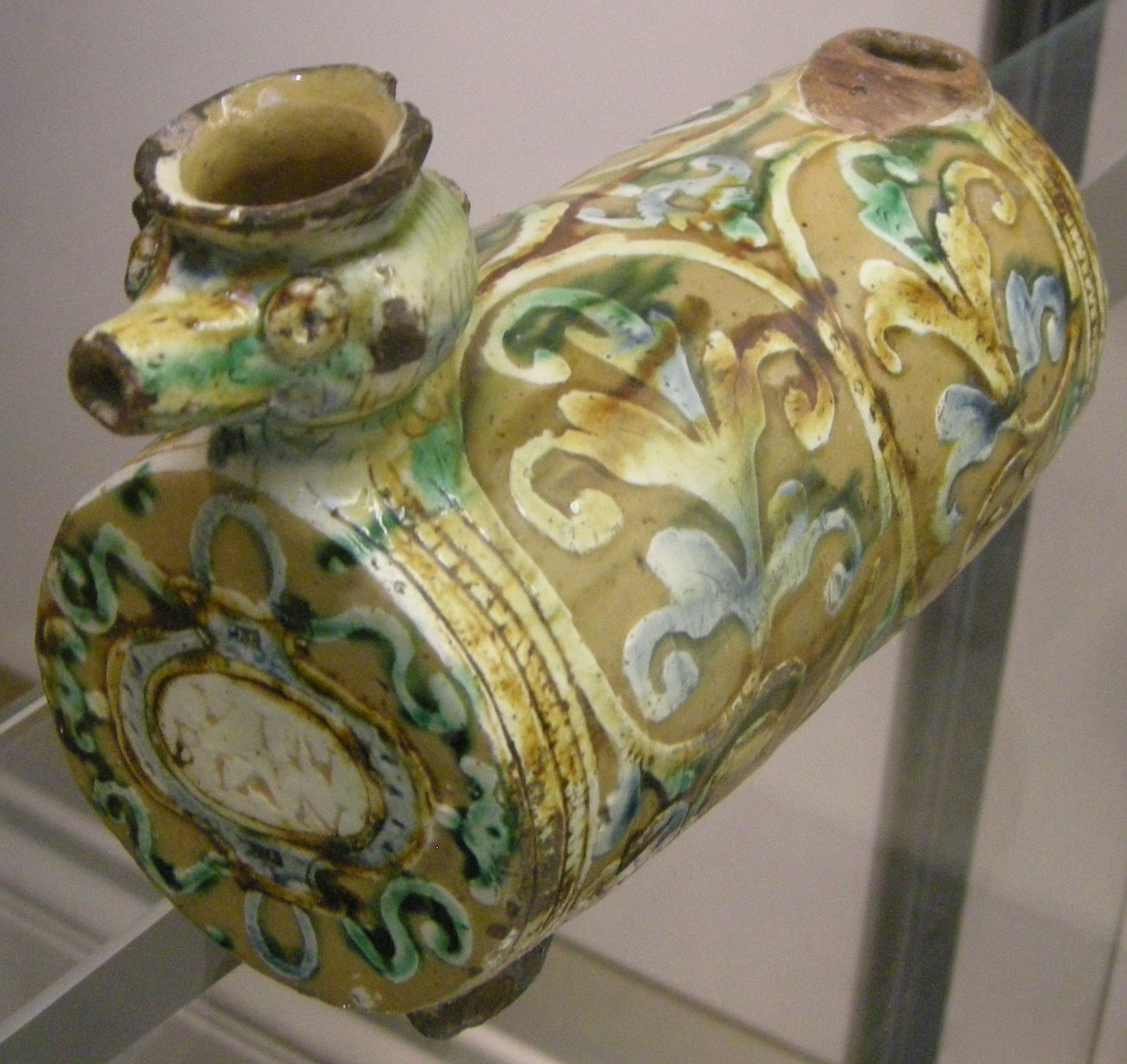
Behältnis für Essig und Öl, Venedig 1525

In Italien gab es 2015 schätzungsweise 250 Millionen Olivenbäume. Die Gesamtbeschäftigung wurde auf 50 Millionen Arbeitsstunden pro Jahr geschätzt. Der Umsatz der Branche belief sich 2013 auf 2 Milliarden €, die Exporte betrugen dabei 1,38 Milliarden €. Mit 9,96 kg pro Kopf und Jahr waren die Italiener die drittgrößten Olivenöl-Konsumenten. Allein in Italien gab es im Jahr 2000 mehr als 250 Marken, die um den Olivenölmarkt konkurrierten.
Italien weist etwa 300 Sorten auf, bei denen vielleicht Taggiasca, Coratina und Ogliarola die bekannteren sind. Taggiasca weist einen sehr feinen Olivenduft mit einem milden Fruchtaroma auf, der Nachgeschmack eine milde Ahnung von Mandeln und Pinienkernen. Das Hauptanbaugebiet ist Ligurien. Coratina hat einen kraftvollen Geschmack und findet sich vor allem in Apulien. Ogliarola findet sich gleichfalls dort, weist aber einen zarten Kräuterduft auf und wird auch als Cima di Bitonto bezeichnet. Weit verbreitet sind Leccino, Frantoio und Carolea. Weitere zu Öl verarbeitete Sorten sind in den Regionen:
| Olivensorten | | | |
| Abruzzen - Dritta - Gentile del Chieti - Morella - Raja Apulien - Coratina - Ogliarola Barese oder Paesana - Pizzuta - Nasuta - Nocellara - Provenzale oder Peranzana - Leccese - Cellina Barese Basilikata - Majatica - Nostrale oder Ogliarola - Palmarola oder Fasolina - Rapollese di Lavello Gardasee - Frantoio - Casaliva - Gargnano | Kampanien - Rotondello - Carpellese - Cornia - Frantoio - Leccino - Pisciottana - Ogliarola - Olive - Ravece - Salella Kalabrien - Zinzifarica - Carolea - Ogliara Latium - Carboncella - Canino - Itrana - Leccino - Raja - Rosciola Ligurien - Taggiasca - Lavagnina - Colombaia - Pignola - Merlina - Pinola - Rossese - Razzola | Marche - Ascolana - Frantoio - Leccino - Sargano Molise - Gentile di Larino - Saligna di Larino - Olivastra di Montenero - Cerasa di Montenero - All’acqua di Montenero Salento - Massafrese - Cellina di Nardò - Oliarola di Lecce - Ciliero - Monopolese - Racioppa | Sardinien - Pizz’e Carroga - Bosana Sizilien - Biancolilla - Moresca - Santagatese - Nocellara Toskana - Frantoio oder Razzo - Leccino - Morcone - Moraiolo - Ogliarola Seggianese Umbrien - Ascolana tenera - Dolce Agoglia - Leccino - Moraiolo |

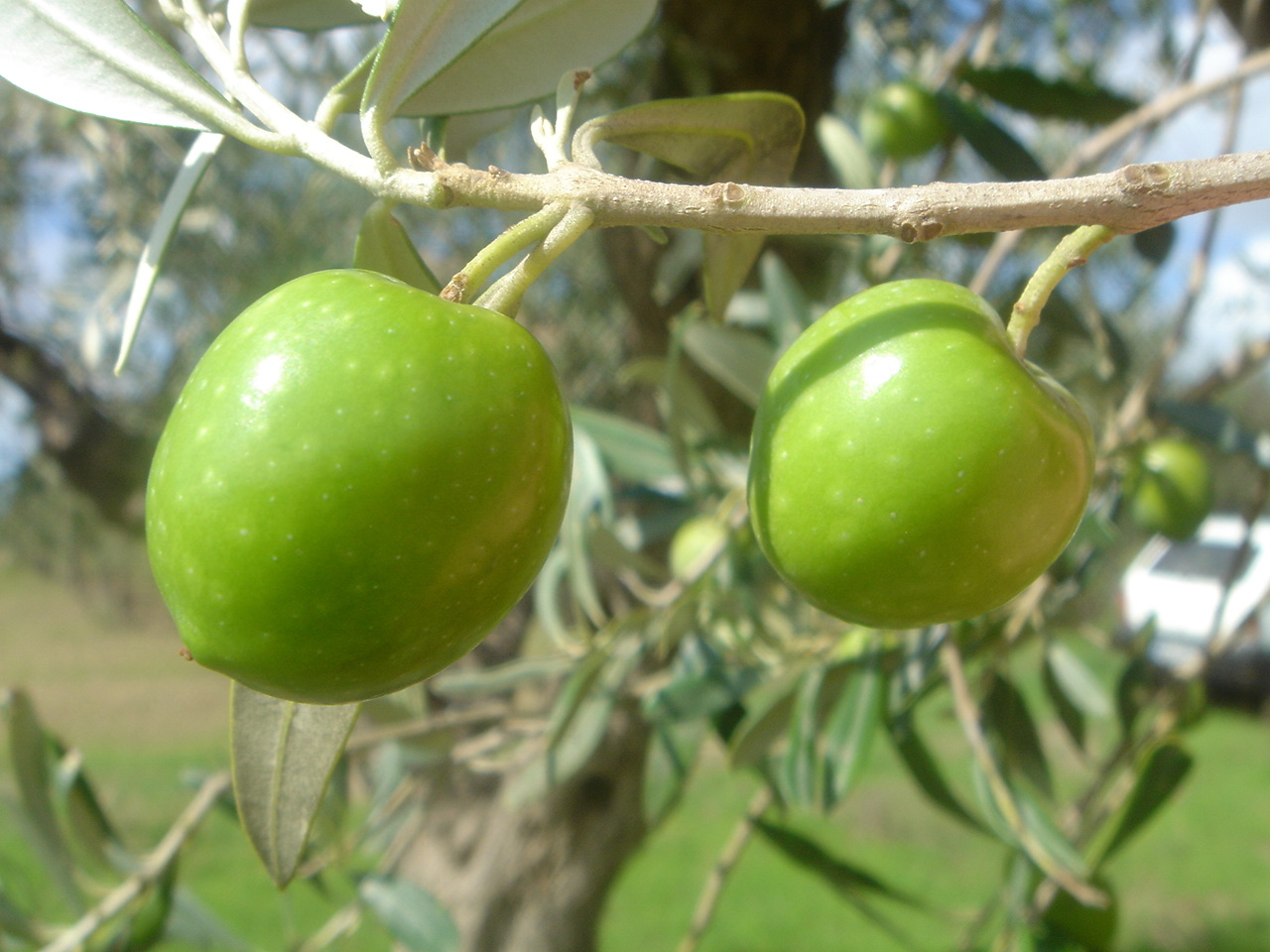
Nocellara

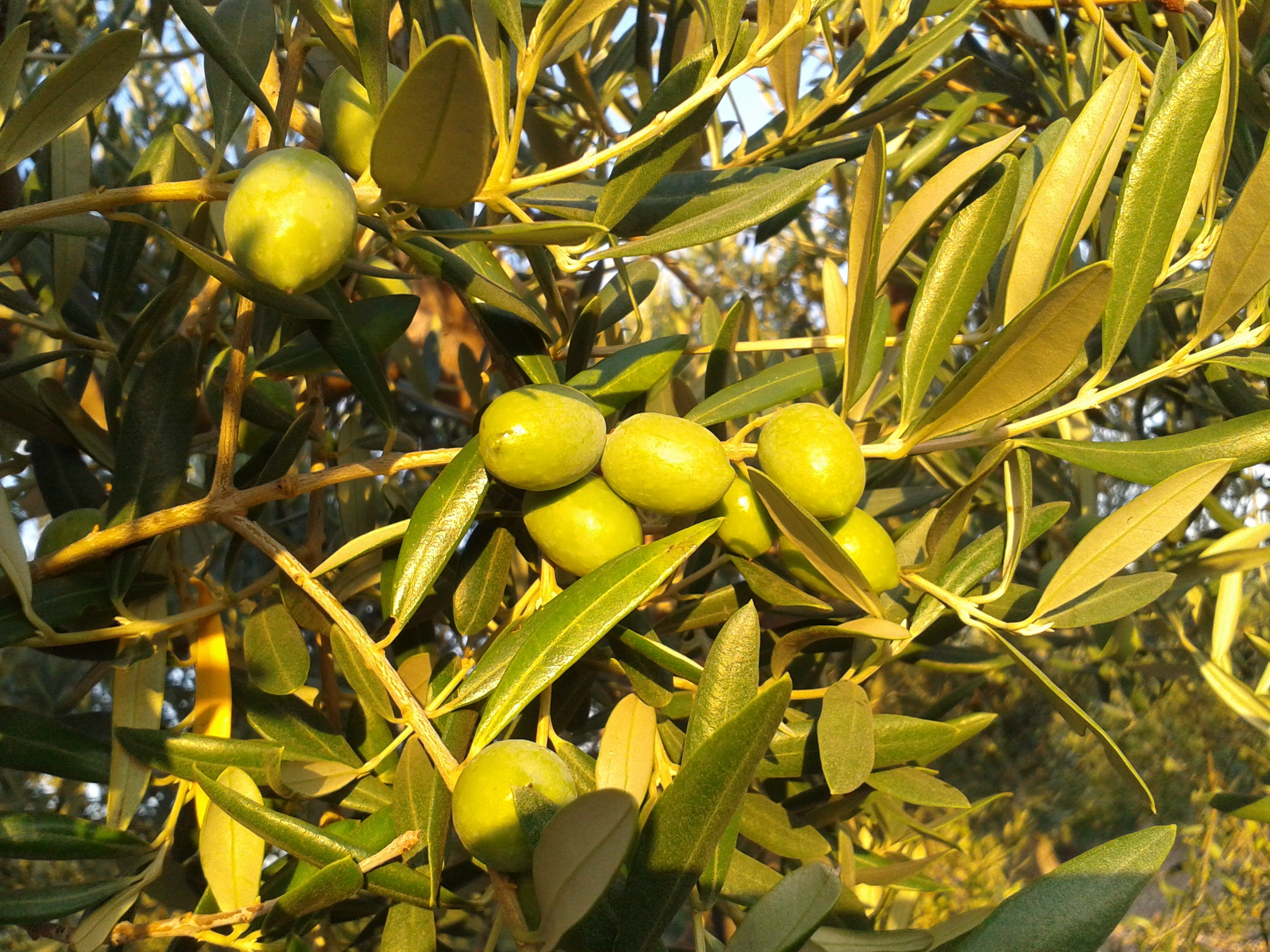
Unreife Biancolilla, die nur auf Sizilien zwischen 400 und 800 m Höhe wachsen

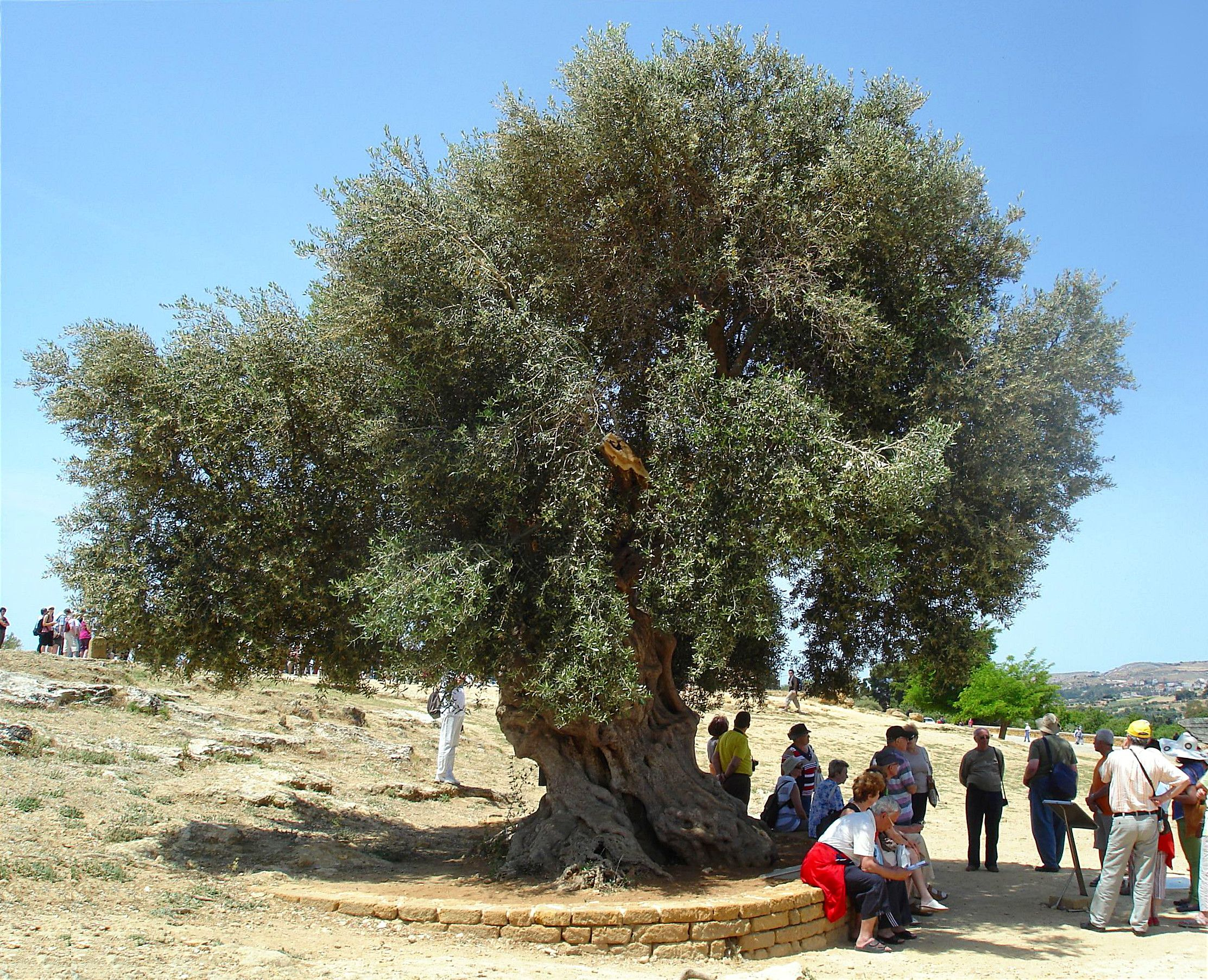
Olivenbaum bei Agrigent, Sizilien

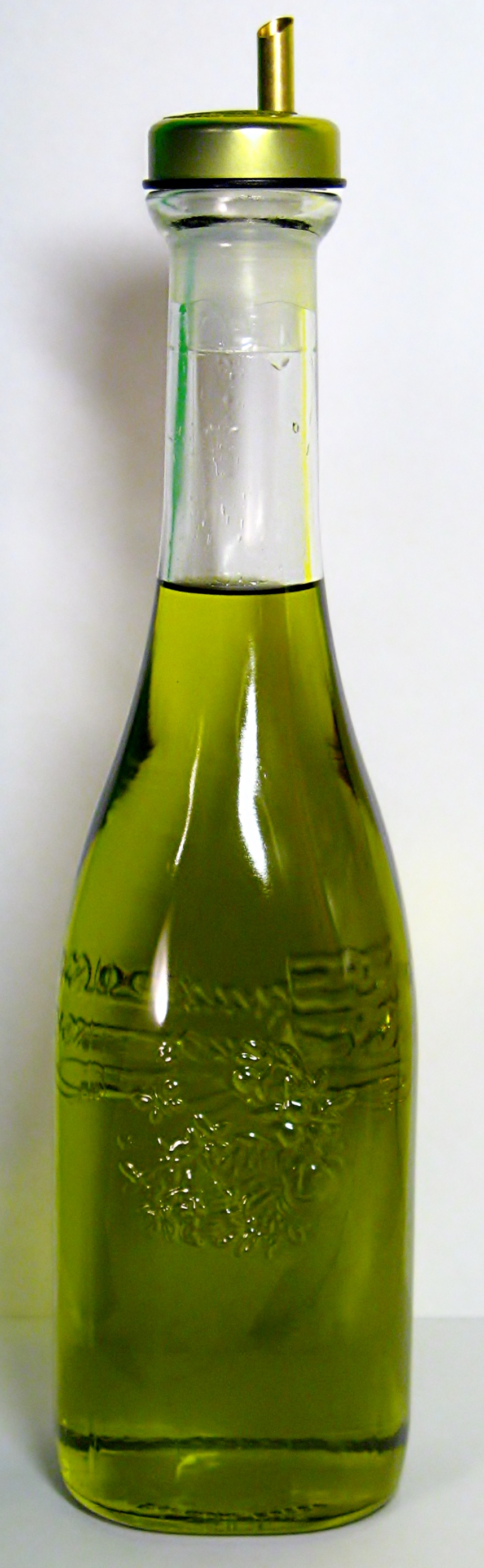
Italienisches Öl

Größere Bedeutung erlangte die sizilische Produktion bereits zu Zeiten des Thukydides, der Olivenhaine bei Syrakus beschreibt. Auf der Insel kam es unter den Römern zu einer starken Vernachlässigung, hingegen zu einer Erholung unter den Arabern. Dies trifft besonders für die tyrrhenische Küste, die Conca d’Oro zu. Im 15. Jahrhundert kam es zu ersten Spezialisierungen bei den Sorten, wie etwa Frantoio. Im 16. Jahrhundert wurden Oliven auch wieder zwischen Messina und Palermo angebaut. Zwar warf der harte Winter 1789 den Olivenanbau zurück, doch nahm der Export danach weiter zu, wobei der Einsatz des Öls in der englischen Tuchmanufaktur eine wichtige Rolle spielte.
Ähnlich wie auf Sizilien, so verbreiteten Phönizier und Griechen den Olivenanbau in Kalabrien bereits Anfang des ersten Jahrtausends v. Chr. Hier erholte sich der Olivenanbau ab dem vierten Jahrhundert auf kirchliche Initiative. Doch wurde das minderwertige kalabresische Öl eher für Seifen eingesetzt, Ende des 19. Jahrhunderts begannen Bemühungen, die Qualität zu heben. Der älteste Fund aus der benachbarten Basilicata stammt aus Metapont und wurde auf das 8. Jahrhundert v. Chr. datiert. Im Gegensatz zu Sizilien wuchs die Sortenvielfalt im Römischen Reich und das Öl blieb ein begehrtes Produkt. Auch hier förderten Klöster, wie Montescaglioso, das seit dem 12. Jahrhundert Olivenöl produziert, die Sortenvielfalt, die im Spätmittelalter wieder zunahm.
In Apulien lässt sich die Geschichte des Olivenöls besonders weit zurückverfolgen. Grabungen in Torre Canne zeigen, dass bereits vor dem Neolithikum, das dort Mitte des 7. Jahrtausends v. Chr. einsetzt, Oliven verspeist wurden. Funde aus der Zeit um 5000 v. Chr. zeigten südlich von Bari (Torre a Mare, Fasane) Olivenanbau. Bereits im achten Jahrhundert v. Chr. tauchen Oliven auf Münzen aus Croton und Tarent auf, ebenso wie ab dem siebten Jahrhundert auf der Keramik. Zugleich breitete sich der Anbau weiter nach Norden aus. In Cannae fand sich eine Ölmühle aus dem fünften Jahrhundert. Mit dem Ende des Römischen Reiches brachen die weiträumigen Handelsbeziehungen weitgehend ab. Die im neunten Jahrhundert auftauchenden Araber eröffneten zwar wieder ihr Riesenreich dem Handel, pflegten aber vielfach den Anbau von Zitrusfrüchten zu Lasten der Oliven. Die Byzantiner förderten den Olivenanbau um Salento, die Normannen und Staufer statteten die Klöster häufig mit Olivenhainen aus.
Dabei spielten zunächst Benediktiner, dann Basilianer die entscheidenden Rollen. Im 16. Jahrhundert förderten vor allem die Zisterzienser den Anbau im Norden Apuliens, während im Nordwesten, um Bitonto, vor allem die Congregazione del Monte Oliveto tätig war. Die Häfen der Region profitierten erheblich davon, zudem entstand 1559 eine Straßenverbindung in die Hauptstadt Neapel. In Venedig war vor allem das Öl aus der Region Bari gefragt. Mit dem Niedergang der spanischen Herrschaft in Italien kam es im 17. und 18. Jahrhundert auch im Olivenanbau zu erheblichen Rückschlägen. Im 18. Jahrhundert stiegen die Preise und neue Ölmühlen entstanden, seit Beginn des 19. Jahrhunderts auch hydraulische.
Weiter im Norden, vor allem um Rom, florierte der Olivenanbau besonders vom ersten Jahrhundert v. Chr. bis zum zweiten Jahrhundert n. Chr. In der Völkerwanderungszeit brach der Anbau bis auf den Eigenbedarf ein. Nach einer erneuten Blüte ging der Anbau im 18. Jahrhundert stark zurück. Bis auf die Klosterhaine wurden nur noch wenige Olivenhaine gepflegt. Die Hauptanbaugebiete um Rom lagen um Orvieto, nordwestlich von Frosinone und östlich von Latina. Allerdings schädigte der Winter 1984/85 die dortigen Gebiete besonders stark.
In den Marken waren gleichfalls die Klöster treibende Kräfte der Neuverbreitung des Anbaus, zum Beispiel die Abtei Farfa. Wer dort 1453 keine Olivenbäume besaß, wurde in diesem Jahr aufgefordert zwei Bäume zu pflanzen.
In der Toskana scheint der Olivenanbau erst im 17. Jahrhundert wieder zu hoher Geltung gekommen zu sein, der, wie in ganz Italien, im 18. Jahrhundert ein deutlicher Niedergang folgte, der wiederum durch die Industrielle Revolution umgekehrt wurde. Während es jedoch der Toskana und Apulien gelang, Öle von hoher Qualität zu produzieren, belieferten die meisten Ölmühlen die Tuchindustrie. Das Öl wurde zudem als Leuchtmittel eingesetzt, oder als Maschinenfett.
In der Qualität zog Ligurien, das ebenfalls eine weit zurückreichende Tradition hat, erst im 19. Jahrhundert nach. Zunächst ermöglichte der Bau der Eisenbahnen den süditalienischen Olivenölen, die ligurischen Öle vom dortigen Markt zu verdrängen. Zudem sah man sich dort der Konkurrenz des Obstanbaus gegenüber, der die besten Böden beanspruchte. Mit der Verteuerung der Landarbeit ab Mitte des 19. Jahrhunderts fiel der ligurische Anbau weiter zurück.

### Frankreich

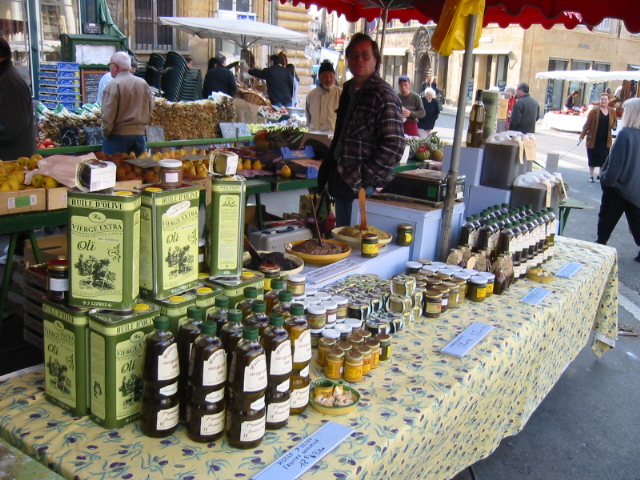
Olivenöle auf dem Markt von Avignon

In Frankreich existieren sieben appellations d'origine protégée (AOP). Diese sind das Huile d'olive de Nyons AOC, das Huile d'olive de la vallée des Baux-de-Provence, des Weiteren das Olivenöl d'Aix-en-Provence, de Haute-Provence, de Provence, de Nice, dann das huile d'olive de Corse – Oliu di Corsica, schließlich das Öl de Nîmes.
Die bekannteste französische Sorte ist wohl die Picholine, die im Département Gard angebaut wird und die ein sehr fruchtiges Öl gibt. Sie ist anpassungsfähig und wird auch in Marokko und in der Türkei angebaut. Um Marseille wächst die Aglandau, die ein sehr kräftiges, starkes Öl liefert. Das nördlichste Gebiet Europas ist die Gegend um Nyons. Dort wächst die Tanche, aus der schwarzen Olive entsteht ein mildes, nach Mandeln schmeckendes, herausragendes Öl. Um Nizza gedeiht die kleine Cailletier, in der Provence die Salonenque, die Verdale und Ribier, aber auch Bouteillan, Négrette, Cayon und so weiter.
Frankreich führte als erstes Land eine amtliche Herkunftsbezeichnung für die Öle ein, die für Unverfälschtheit, Qualität, Sorte und Herkunft der verwendeten Oliven garantiert. Zu ihnen zählte als erste seit 1994 Nyons, später kamen Vallée des Baux de Provence, Aix-en Provence und Haute Provence hinzu. Sie liefern die besten Öle des Landes.

## Amerika

### Argentinien
Nach Argentinien kam wohl im 18. Jahrhundert die Olivenölproduktion, genauer nach Aimogasta. Heute wird Öl in San Juan, San Luis, Mendoza und Córdoba produziert, also vor allem im Nordwesten, wobei die einheimische Olive Arauco eine große, fleischige Sorte ist, die sowohl als Tafelolive Konsumenten findet, als auch zu Öl verarbeitet wird. 2011 war Arbequina die verbreitetste Sorte. 2018/19 produzierte das Land geschätzt etwa 20.000 t Olivenöl, im Jahr zuvor waren es sogar 43.500 t, von denen 36.500 t in den Export gingen. Damit war Argentinien der drittgrößte Belieferer der USA.
2011 wies das Land etwa 100.000 ha Olivenhaine auf und produzierte jährlich etwa 30.000 t Öl. Dabei bestanden 83 Ölmühlen.

### Brasilien
Im Gegensatz zu Nordamerika, wo Missionare die ersten Olivenbäume einführten, kamen diese Bäume sehr viel später und durch Auswanderer nach Brasilien. Sie wachsen heute vor allem in den Bundesstaaten Rio Grande do Sul, Paraná, Santa Catarina, Minas Gerais, Espírito Santo, Rio de Janeiro und São Paulo. Die frühe Olivenölproduktion wurde durch königliches Dekret untersagt, um die portugiesischen Produzenten zu schützen.
Daher war Brasilien, nach der EU und den USA der größte Olivenölimporteur, bis vor wenigen Jahrzehnten weitgehend auf Einfuhren angewiesen, die zunächst überwiegend aus Portugal, dann aber auch aus Spanien kamen. 2014 beliefen sich die Importe auf 73.000 t, davon gingen 90 % in den Bundesstaat São Paulo. Zwischen 2004 und 2014 verfünffachte sich die Produktion. Dabei lag der Konsum bei nur 300 g pro Kopf und Jahr. Nach einer Untersuchung des staatlichen Adolfo-Lutz-Instituts erfüllte keine der in Brasilien abgefüllten Proben die Bedingungen für akzeptables Öl. Zwar bemüht sich die Regierung seit etwa dem Jahr 2000 um Verbesserungen in den Bereichen Gesetzgebung und Kontrolle, doch ist das dortige Öl weiterhin von mäßigem Ruf.
In Brasilien dominiert Koroneiki, eine Sorte, die sonst vorrangig auf Kreta vorkommt.

### Chile
In Chile herrscht die aus Süditalien stammende Sorte Coratina vor. Obwohl der Olivenbaum wohl schon seit dem 16. Jahrhundert in Südamerika erschien, begann der kommerzielle Anbau erst durch italienische Zuwanderer in den 1940er Jahren. Die ersten Öle kamen 1953 auf den Markt. Etwa die Hälfte des Öls wird aus der Sorte Arbequina gewonnen, es folgen Frantoio, Arbosana, Picual und Leccino (Stand: 2013).

### Mexiko
In Mexiko wird Olivenöl meist in Sonora hergestellt, im Nordwesten des Landes, in geringerem Maße in Tamaulipas. Dabei basieren die Öle zu rund 95 % auf Manzanilla. Daneben finden sich in kleinen Mengen Ascolano, Boroni, Frantoio, Mission, Oblonga, Nevadillo, Pendolina und Sevillano.
Der Konsum von Olivenöl ist in Mexiko zwischen 2010 und 2019 von 12.000 t auf 22.000 t gestiegen.

### Uruguay
In Uruguay wird vor allem Arbequina angepflanzt, ähnlich wie in Spanien. In den 1960er Jahren konzentrierte sich die Olivenproduktion im Nordwesten des Landes, in Salto, Paysandú und Rio Negro. Danach breitete sie sich im ganzen Land aus, hat aber heute ihren Schwerpunkt im Departamento Maldonado. Dennoch werden nur 10 % des Bedarfes durch einheimische Produkte abgedeckt. 8500 ha Olivenhaine bestehen. Während anfangs Arbequina, Picual, Barnea, Coratina, Leccino vorherrschten, wird inzwischen auch mit Koroneiki, Arbosana Picual gearbeitet.
2018/19 erwartete man einen Jahresertrag von 2500 t, dann folgte nach einer katastrophalen Ernte im Jahr 2019/20 – nur 295 t – eine deutliche Erholung auf 1900 t.

### Vereinigte Staaten

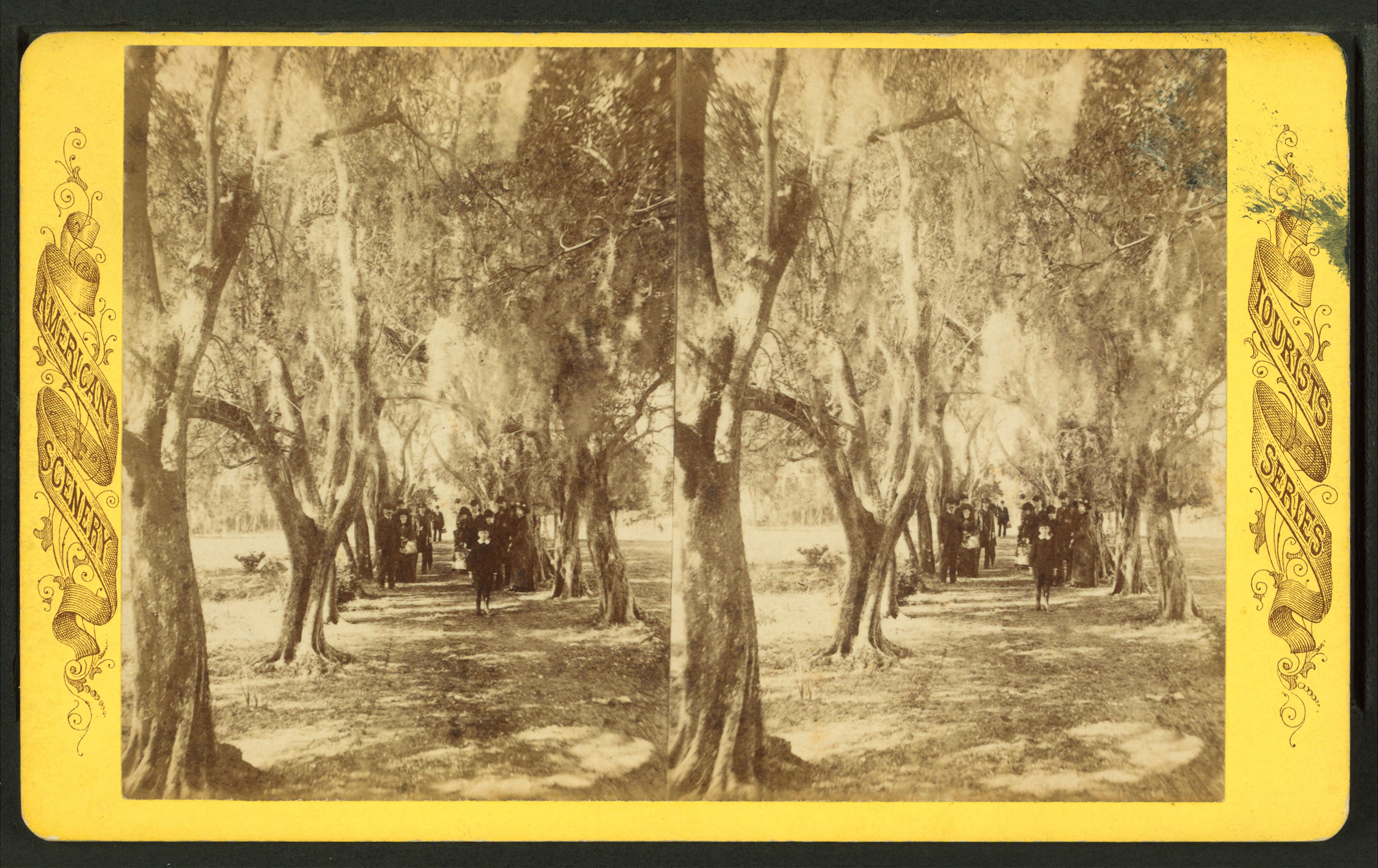
Historischer Olivenhain in Fernandina Beach, Florida

In den USA, das nur 0,5 bis 1 % zur Weltproduktion beiträgt, wird Olivenöl vor allem in Kalifornien, in kleinen Mengen auch in New Mexico, Arizona und Texas hergestellt. Die sechs kalifornischen Countys, in denen das Öl gewonnen wird, sind Tulare County und Kings County, wo Manzanillo und Ascolano angebaut werden, dann Fresno County, wo Manzanillo wächst, Glenn County, das Manzanillo, Sevillano und Mission kultiviert, Tehama County, wo Sevillano gedeiht und schließlich Butte County, das wiederum Mission bevorzugt.
Etwa 700 Betriebe besaßen 2011 11.000 ha Olivenhaine, die zusammen jährlich etwa 4000 t Öl produzierten – bei einem Import von 238.000 t. 70 % der Produktion basierten auf der Sorte Arbequina, aber auch Arbosana, Koroneiki, Frantoio und Leccino wurden verarbeitet.

## Australien, Ozeanien

### Australien

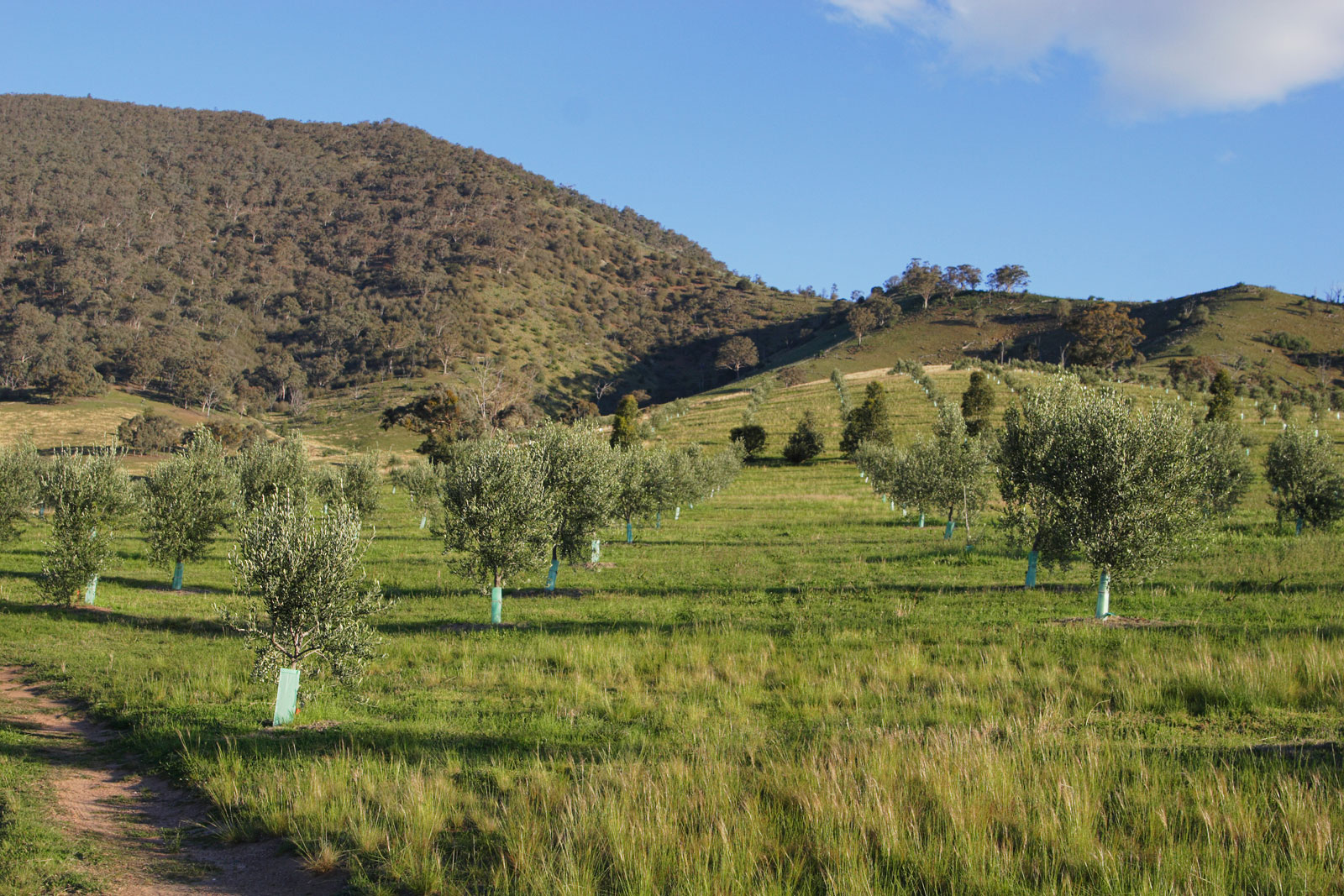
Olivenhain am Mount Stawell in Victoria

Australien baut eine Reihe von Sorten an, wie etwa Arbequina aus Nordostspanien (wo 50.000 ha stehen), das kleine Oliven und ein exzellentes Öl liefert. Die Erträge sind gut, doch die Gesamtproduktion in Australien gering. Die Azapena oder Sevillana de Azapa aus Chile, wo sie 90 % der Ernte liefert und als die beste Olive gilt, bringt Früchte von stark variierender Größe hervor, doch wird sie als Tafelolive bevorzugt. Hingegen ist die aus Israel stammende Barnea für die Olivenölgewinnung geeignet. In Australien lassen sie sich extrem dicht (400 Bäume pro Hektar) anpflanzen. Die kleinen Oliven aus der Frantoio-Familie, zu der Frantoiano, Correggiola, Correggiolo, Razzo und Gentile gehören, werden in Australien oftmals unter dem Namen Paragon angebaut. In Italien gilt die aus der Toskana kommende Frantoio als Maßstab für die hochwertigen Öle, außerdem ist sie relativ widerstandsfähig gegen Kälte. Daher ersetzte sie in der Toskana nach dem Frost von 1985 zahlreiche andere Olivenbäume und ist auch für viele Gegenden Australiens geeignet. Sie liefert sehr gutes Olivenöl bei gutem Ertrag. Allerdings ist es sehr stark im Geschmack – weniger, wenn man früh erntet – und wird daher gern mit anderen Ölen gemischt. Außerdem ist es bis zu zwei Jahre haltbar.
Eine australische Besonderheit sind die großen Oliven Hardy’s Mammoth, die auch als Tafelolive aufgrund ihrer Größe gängig ist. Sie wächst in Queensland, New South Wales, Victoria, Süd-Australien, Tasmanien und West-Australien.
Die griechische Kalamata liefert zwar gutes Öl, wird aber meist als Tafelolive konsumiert, da ihr Preis sehr hoch liegt. Hingegen steht auch das Öl der Koroneiki in Australien in höchstem Ansehen. Einige Bauern versuchen es mit Leccino aus der Toskana, gelegentlich auch als Tafelolive.
Die spanische Manzanilla liefert sowohl Öl- als auch Tafeloliven; Nevadillo Blanco schien zwar lange mit Picual identisch zu sein, doch ist es genetisch eine eigene Sorte. Schließlich hat Verdale eine gewisse Bedeutung, die sich von der mittelmeerischen Verdial, die ursprünglich aus Südfrankreich stammt, unterscheidet.
Die südaustralische Verdale ist größer, oval und wiegt 7 bis 10 g. Die Wagga Verdale hat hingegen kleinere Früchte. Sie sind in Südaustralien die verbreitetsten Sorten. Jedoch ist ihr Ölanteil gering, manche enthalten nur 7 %, wobei Wagga ertragreicher ist.

### Neuseeland
Auf Neuseeland bevorzugt man die italienische Sorte Frantoio und die griechische Koroneiki.

## Ostasien

### China
In China wird eine ganze Reihe von Olivensorten geerntet, von denen vor allem Ezhi-8 und Yuntai aus dem Land selbst stammen. Angepflanzt werden aber auch italienische Sorten wie Coratina, Frantoio, Leccino oder Ottobratica, ebenso wie die spanische Picual, die israelische Barnea oder die griechische Koroneiki. Zwar liegen die Anbaugebiete im Südwesten des Landes und damit auf Mittelmeerhöhe, doch sind die Winter trockener, die Sommer feuchter. Im Sommer fällt etwa 70 % des Jahresniederschlags. Zudem fallen dort jährlich 300 bis 500 mm mehr Regen und die Anbaugebiete liegen im Schnitt um 500 m höher als am Mittelmeer.

### Japan
In Japan werden die Sorten Lucca und Mission bevorzugt angebaut.